# Hoplodrina guttilinea
Hoplodrina guttilinea är en fjärilsart som beskrevs av Walker 1858. Hoplodrina guttilinea ingår i släktet Hoplodrina och familjen nattflyn. Inga underarter finns listade i Catalogue of Life.